# Monika Myszk
Monika Myszk (24 de marzo de 1982) es una deportista polaca que compitió en remo. Ganó una medalla de plata en el Campeonato Mundial de Remo de 2008, en la prueba de cuatro scull ligero.

## Palmarés internacional
| Campeonato Mundial | Campeonato Mundial   | Campeonato Mundial | Campeonato Mundial  |
| Año                | Lugar                | Medalla            | Prueba              |
| ------------------ | -------------------- | ------------------ | ------------------- |
| 2008               | Ottensheim (Austria) | Medalla de plata   | Cuatro scull ligero |